# Золотий резерв

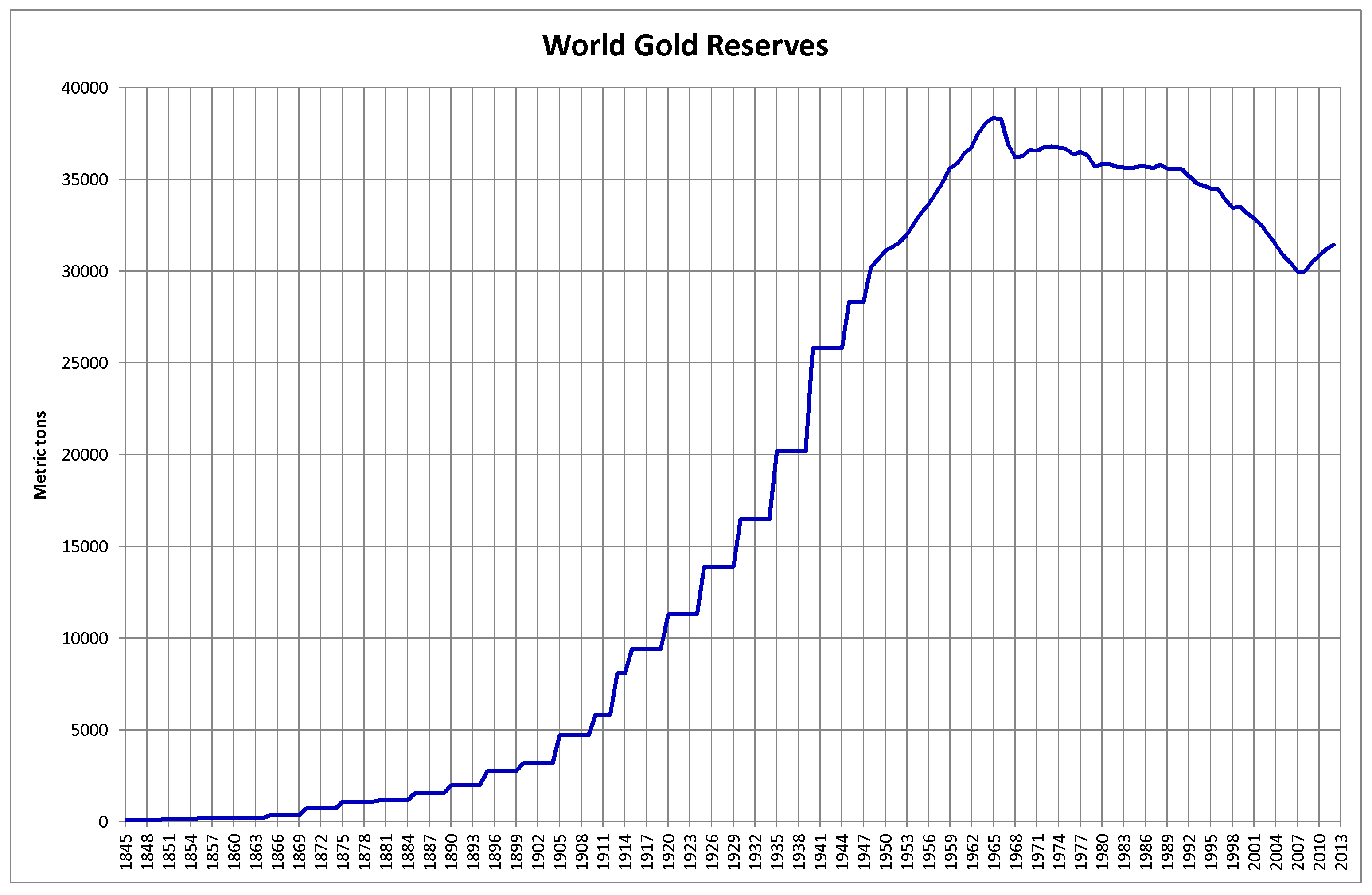
Динаміка світових золотих резервів

Золотий резерв або золотий запас — запас золота, що перебуває у віданні центрального банку та/або міністерства фінансів країни, і є частиною золотовалютного резерву.
На 2012 рік загальна вага золота, видобутого будь-коли у світі, оцінювалася у 174 100 тонн (із них 60 % було видобуто після 1950 року). Обсяг золотих резервів усіх країн світу, за оцінкою Всесвітньої золотої ради, становив близько 30 000 тонн, що значно менше 38 000 тонн у 1965 році.
Після початку фінансово-економічної кризи 2008 року, обсяги державних золотих резервів почали знову зростати.

## Мета золотого резерву
Метою золотого резерву на початковому етапі було забезпечення національної валюти еквівалентною вартістю, вираженою у золоті. Тепер[коли?] золотий резерв є частиною золотовалютного резерву, виконуючи роль антикризового резерву для стабілізації/коригування курсу національної валюти. Крім того, через можливість використовувати золото як засіб оплати, великі його запаси означають більшу економічну незалежність.

## Золоті резерви по країнах
Найбільші резерви дорогоцінного металу мають США, за ними слідує Німеччина та Міжнародний валютний фонд (МВФ).

### Євросоюз
Золотий запас Єврозони на 2014 рік склав 10 787 тонн, що робить євро валютою, найзабезпеченішою золотом. Серед країн Євросоюзу, що не входять у Єврозону, найбільші золоті запаси мають Велика Британія (310,3 т), Швеція (125,7 т), Румунія (103,7 т) і Польща (102,9 т).

### США
Як не дивно, золотий резерв США був закладений у самий розпал великої депресії. 1933 року було видано Указ № 6102 про націоналізацію золота за якого всі фізичні та юридичні особи повинні були здати все своє золото державі за твердою ціною 20,66 $ за тройську унцію. Після закінчення збору золота його офіційна ціна була піднята до 35 $ за тройську унцію.
Під час Другої світової війни американські запаси жовтого металу досягли свого максимуму — 20 205 тонн (понад 500 залізничних вагонів). У роки дії Бреттон-Вудської системи США активно використовували золото для стабілізації долара, що скоротило їх золотий резерв у 2,5 рази — до 8133,5 тонн.
Як сховища використовуються Форт-Нокс у штаті Кентуккі (4500 т), Американський монетний двір у Денвері (1400 т), Вест-Пойнт (1700 т) і підвали Федерального резервного банку на Манхеттені (400 т). Останній повний аудит запасу проводився у 1953 році.
Крім свого золота, на зберіганні в США частково або повністю перебувають золоті резерви близько 60 інших держав. Обсяг цих резервів у пресі не публікується. Реального аудиту цих і своїх запасів США уникають, що є джерелом різних теорій.

### Німеччина
Після Другої світової війни, на хвилі економічного дива в 1951 році, Німеччина розпочала створювати свій золотий резерв. 1968 року запаси досягли свого піку в 4 000 тонн.
На 2013 рік німецькі золоті резерви склали 3 391 тонни, що за ринковою вартістю відповідало приблизно 140 млрд євро. Це золото купувалося на біржах Нью-Йорка, Лондона та Парижу, і там же залишалося на зберіганні. З нього на березень 2013 року 1536 тонни (≈45 %) зберігається у Федеральній резервній системі США (в останні роки Німеччина безуспішно намагається вивезти його на свою територію), 450 тонн (≈13 %) у Банку Англії в Лондоні, та 374 тонни (≈11 %) у Банку Франції у Парижі. Інші 1036 тонн (≈31 %) німці зберігають у власній країні.
За зберігання золота Банк Англії стягує щорічну плату в 500 тис. євро. Зберігання у США та Франції відбувається безкоштовно.
На даний час щорічно близько 5 тонн золота Монетний двір Німеччини витрачає на карбування монет із їх подальшим продажем. Інші операції з ним не ведуться.
За даними фінансового центру, на 2010 рік у приватному володінні німців перебувало близько 4000 тонн золота в вигляді золотих злитків і монет. Додатково до цього німці володіють сертифікатами та цінними паперами на ще 1400 тонн золота.
Німеччина, як і багато інших країн Європи, підписала «Угоду центробанків по золоту (УЦБЗ)» і на даний момент, згідно четвертої версії УЦБЗ, зобов'язується не продавати значні обсяги жовтого металу.

### Франція
У 1944 році Франція, як і багато інших країн, підписала Бреттон-Вудські угоди. Курси обміну валют були стабілізовані, долар жорстко прив'язаний до золота. Післявоєнна Європа відновлювалася, обсяг торгівлі зріс. У 1950—1960 роки Європа навіть пережила «економічне диво».
Але із плином часу баланс почав порушуватися. Зокрема, домінуюче становище долара США в міжнародних розрахунках і відсутність механізму регулювання платіжного балансу призвели до розбіжностей. Економіка Європи обганяла економіку США, доларові резерви європейських країн швидко зростали, при цьому національні валюти, в тому числі франк, виявилися дестабілізовані.
Одним з небагатьох, хто в 60-ті роки говорив про порочність маніпулювання ціною золота та підтримання фіксованого курсу долара був видатний економіст і радник Шарля де Голля Жак Руеф. Саме під його впливом генерал де Голль вирішив обміняти доларові резерви на золото. Доля золотого запасу Франції у її золотовалютному резерві була збільшена з 73 % у 1964 році до 86 % до літа 1966 року.
Тільки в 1965 році Франція обміняла 874 млн доларів на золото. У серпні 1965 року, за заявою Банку Франції, золотий резерв країни, першою з європейських країн, досяг позначки 4400 тонн. Причому, на відміну від багатьох інших країн, Франція при обміні наполягла на тому, що золоті злитки не будуть зберігатися у підвалах Федерального банку Нью-Йорка, а будуть вивезені з США.

### Китай
З 2009 року Народний банк Китаю перестав публікувати зміни розмірів своїх золотих резервів. При цьому в останні роки Китай проводить політику масової скупки золота. Так, за першу половину 2012 року він імпортував 582 тонни (що перевершило обсяг золотих резервів Індії), а в 2013 році — 622 тонни, ставши найбільшим споживачем золота у світі.
З 2007 року Китай вийшов на перше місце у світі за обсягами видобутку золота (2007 рік — 280 тонн, 2008 рік — 292 тонни, 2013 рік — 430 тонн), а обсяги торгів на Шанхайській золотій біржі зросли з 1139 тонн у 2012 році до 2197 тонн у 2013-му. Виходячи з наявних даних, окремі експерти оцінюють золотий запас Китаю більш ніж у 2700 тонн.

### Росія
За підсумками другого кварталу 2014 року Росія вийшла на шосте місце у світі (та 5-те місце серед країн) за офіційно заявленими запасами золота в резервах. На 1 листопада обсяг золотого запасу Росії склав 1169,5 тонни. Частка золота в загальному обсязі золотовалютних резервів Росії становить 10,5 %.
Дві третини золотого резерву Росії зберігаються у Центральному сховищі Банку Росії у Москві.
По видобутку золота в 2013 році Росія посідала третє місце у світі (після Китаю і Австралії).

## Офіційно оприлюднені золоті резерви
Нижче представлені найбільші запаси золота в тоннах за даними Всесвітньої золотої ради. Попри те, що США володіють найбільшими запасами серед окремих країн, загальний золотий запас Євросоюзу більший, ніж сумарний запас США та частково підконтрольного їм МВФ.
| №   | Країна / Організація                | 1970    | 1980    | 1990    | 2000    | 2010    | 2014    | Частка в % |
| --- | ----------------------------------- | ------- | ------- | ------- | ------- | ------- | ------- | ---------- |
| 1   | США                                 | 9839,2  | 8221,2  | 8146,2  | 8136,9  | 8133,5  | 8133,5  | 72         |
| 2   | Німеччина                           | 3536,6  | 2960,5  | 2960,5  | 3468,6  | 3401,0  | 3384,2  | 68         |
| -   | МВФ                                 | 3855,9  | 3217,0  | 3217,0  | 3217,3  | 2814,0  | 2814,0  |            |
| 4   | Італія                              | 2565,3  | 2073,7  | 2073,7  | 2451,8  | 2451,8  | 2451,8  | 67         |
| 5   | Франція                             | 3138,6  | 2545,8  | 2545,8  | 3024,6  | 2435,4  | 2435,4  | 65         |
| 6   | Росія                               | …       | …       | …       | 384,4   | 788,6   | 1112,5  | 10         |
| 7   | Китай                               | …       | 398,1   | 395,0   | 395,0   | 1054,1  | 1054,1  | 1          |
| 8   | Швейцарія                           | 2427,0  | 2590,3  | 2590,3  | 2419,4  | 1040,1  | 1040,0  | 8          |
| 9   | Японія                              | 473,2   | 753,6   | 753,6   | 763,5   | 765,2   | 765,2   | 3          |
| 10  | Нідерланди                          | 1588,2  | 1366,7  | 1366,7  | 911,8   | 612,5   | 612,5   | 54         |
| 11  | Індія                               | 216,3   | 267,3   | 332,6   | 357,8   | 557,7   | 557,7   | 7          |
| 12  | Туреччина                           | 112,9   | 117,2   | 127,4   | 116,3   | 116,1   | 511,7   | 16         |
| -   | ЄЦБ                                 | …       | …       | …       | 747,4   | 501,4   | 503,2   | 28         |
| 14  | Тайвань                             | 72,9    | 97,8    | 421,0   | 421,8   | 423,6   | 423,6   | 4          |
| 15  | Португалія                          | 801,5   | 689,6   | 492,4   | 606,7   | 382,5   | 382,5   | 80         |
| 16  | Венесуела                           | 341,2   | 356,4   | 356,4   | 318,5   | 365,8   | 367,6   | 71         |
| 17  | Саудівська Аравія                   | 105,8   | 142,0   | 143,0   | 143,0   | 322,9   | 322,9   | 2          |
| 18  | Велика Британія                     | 1198,1  | 585,9   | 589,1   | 487,5   | 310,3   | 310,3   | 12         |
| 19  | Ліван                               | 255,5   | 286,8   | 286,8   | 286,8   | 286,8   | 286,8   | 24         |
| 20  | Іспанія                             | 442,6   | 454,3   | 485,6   | 523,4   | 281,6   | 281,6   | 25         |
| 21  | Австрія                             | 634,2   | 656,6   | 634,3   | 377,5   | 280,0   | 280,0   | 46         |
| 22  | Бельгія                             | 1306,6  | 1063,1  | 940,3   | 258,1   | 227,5   | 227,4   | 35         |
| 23  | Філіппіни                           | 49,8    | 59,7    | 89,8    | 224,8   | 154,1   | 194,3   | 10         |
| 24  | Казахстан                           | …       | …       | …       | 57,2    | 67,3    | 181,9   | 27         |
| 25  | Алжир                               | 170,1   | 173,6   | 159,9   | 173,6   | 173,6   | 173,6   | 4          |
| 26  | Таїланд                             | 72,8    | 77,4    | 77,0    | 73,6    | 99,5    | 152,4   | 4          |
| 27  | Сінгапур                            | …       | …       | …       | 127,4   | 127,4   | 127,4   | 2          |
| 28  | Швеція                              | 177,8   | 188,8   | 188,8   | 185,4   | 125,7   | 125,7   | 8          |
| 29  | ПАР                                 | 591,9   | 377,9   | 127,2   | 183,5   | 124,9   | 125,2   | 10         |
| 30  | Мексика                             | 156,4   | 64,1    | 28,6    | 7,8     | 7,1     | 123,2   | 3          |
| 31  | Лівія                               | 75,8    | 95,7    | 112,0   | 143,8   | 143,8   | 116,6   | 4          |
| 32  | Греція                              | 103,5   | 119,3   | 105,8   | 132,6   | 112,2   | 112,3   | 71         |
| -   | Банк міжнародних розрахунків        | 250,6   | 234,6   | 242,6   | 199,2   | 120,0   | 111,0   |            |
| 34  | Південна Корея                      | 3,0     | 9,3     | 10,0    | 13,7    | 14,4    | 104,4   | 1          |
| 35  | Румунія                             | …       | 115,5   | 68,7    | 104,9   | 103,7   | 103,7   | 10         |
| 36  | Польща                              | …       | 23,6    | 14,7    | 102,8   | 102,9   | 102,9   | 4          |
| 37  | Ірак                                | 127,5   | …       | …       | …       | 5,9     | 89,8    | 5          |
| 38  | Австралія                           | 212,4   | 246,7   | 246,7   | 79,7    | 79,9    | 79,9    | 6          |
| 39  | Кувейт                              | 76,6    | 79,0    | 79,0    | 79,0    | 79,0    | 79,0    | 9          |
| 40  | Індонезія                           | 3,5     | 74,5    | 96,8    | 96,5    | 73,1    | 78,1    | 3          |
| 41  | Єгипет                              | 75,7    | 75,6    | 75,6    | 75,6    | 75,6    | 75,6    | 19         |
| 42  | Бразилія                            | 40,2    | 58,3    | 142,1   | 65,9    | 33,6    | 67,2    | 1          |
| 43  | Данія                               | 57,4    | 50,7    | 51,3    | 66,6    | 66,5    | 66,5    | 3          |
| 44  | Пакистан                            | 48,5    | 56,6    | 60,6    | 65,0    | 64,4    | 64,5    | 21         |
| 45  | Аргентина                           | 124,2   | 136,0   | 131,7   | 0,6     | 54,7    | 61,7    | 9          |
| 46  | Фінляндія                           | 25,7    | 30,7    | 62,3    | 49,0    | 49,1    | 49,1    | 18         |
| 47  | Болівія                             | 11,3    | 23,6    | 27,8    | 29,2    | 28,3    | 42,5    | 11         |
| 48  | Україна                             | …       | …       | …       | 14,1    | 27,5    | 40,4    | 11         |
| 49  | Болгарія                            | …       | …       | …       | 39,9    | 39,9    | 40,0    | 8          |
| 50  | Білорусь                            | …       | …       | …       | 1,2     | 35,3    | 39,0    | 26         |
| 51  | ЗАЕВС                               | …       | …       | …       | 32,9    | 36,5    | 36,5    | 11         |
| 52  | Непал                               | …       | …       | …       | …       | …       | 36,3    | 22         |
| 53  | Малайзія                            | 42,6    | 72,2    | 73,1    | 36,4    | 36,4    | 35,5    | 1          |
| 54  | Перу                                | 35,3    | 43,5    | 68,7    | 34,2    | 34,7    | 34,7    | 2          |
| 55  | Словаччина                          | …       | …       | …       | 40,1    | 31,8    | 31,7    | 60         |
| 56  | Сирія                               | 24,9    | 25,9    | 25,9    | 25,9    | 25,8    | 25,8    | 6          |
| 57  | Азербайджан                         | …       | …       | …       | …       | …       | 23,0    | 6          |
| 58  | Шрі-Ланка                           | …       | 2,0     | 1,9     | 10,5    | 17,2    | 22,1    | 10         |
| 59  | Марокко                             | 18,7    | 21,9    | 21,9    | 22,0    | 22,0    | 22,0    | 4          |
| 60  | Афганістан                          | …       | …       | …       | …       | 21,9    | 21,9    | 12         |
| 61  | Нігерія                             | 17,8    | 21,4    | 21,4    | 21,4    | 21,4    | 21,4    | 2          |
| 62  | Сербія                              | …       | …       | …       | 14,2    | 13,1    | 17,2    | 5          |
| 63  | Йорданія                            | 24,8    | 31,8    | 23,4    | 12,5    | 12,8    | 16,8    | 4          |
| 64  | Кіпр                                | 13,3    | 14,3    | 14,3    | 14,4    | 13,9    | 13,9    | 63         |
| 65  | Бангладеш                           | …       | 1,7     | 2,5     | 3,4     | 13,5    | 13,5    | 3          |
| 66  | Камбоджа                            | …       | …       | …       | 12,4    | 12,4    | 12,4    | 8          |
| 67  | Катар                               | 5,8     | 14,8    | 25,9    | 0,6     | 12,4    | 12,4    | 1          |
| 68  | Еквадор                             | 17,0    | 12,9    | 13,8    | 26,3    | 26,3    | 11,8    | 8          |
| 69  | Чехія                               | …       | …       | …       | 13,9    | 12,7    | 10,6    | 1          |
| 70  | Колумбія                            | 15,1    | 86,7    | 19,5    | 10,2    | 6,9     | 10,4    | 1          |
| 71  | Лаос                                | …       | …       | 0,5     | 0,5     | 8,9     | 8,9     | 31         |
| 72  | Гана                                | 5,0     | 7,9     | 7,3     | 8,7     | 8,7     | 8,7     | 8          |
| 73  | Таджикистан                         | …       | …       | …       | 0,2     | 2,6     | 8,3     | 53         |
| 74  | Парагвай                            | …       | …       | …       | 1,1     | 0,7     | 8,2     | 5          |
| 75  | М'янма                              | 55,7    | 7,8     | 7,8     | 7,2     | 7,2     | 7,3     | 4          |
| 76  | Сальвадор                           | 15,4    | 16,0    | 14,6    | 14,6    | 7,3     | 7,3     | 11         |
| 77  | Гватемала                           | 15,5    | 16,2    | 6,4     | 6,7     | 6,9     | 6,9     | 4          |
| 78  | Північна Македонія                  | …       | …       | …       | 3,5     | 6,8     | 6,8     | 9          |
| 79  | Туніс                               | 3,9     | 5,8     | 5,8     | 6,8     | 6,8     | 6,8     | 4          |
| 80  | Латвія                              | …       | …       | …       | 7,7     | 7,7     | 6,6     | 8          |
| 81  | Ірландія                            | 14,2    | 11,1    | 11,2    | 5,5     | 6,0     | 6,0     | 15         |
| 82  | Литва                               | …       | …       | …       | 5,8     | 5,8     | 5,8     | 3          |
| 83  | Мозамбік                            | …       | …       | …       | 2,2     | 2,3     | 5,1     | 6          |
| 84  | Бахрейн                             | …       | …       | …       | …       | 4,7     | 4,7     | 3          |
| 85  | Бруней                              | …       | …       | …       | …       | …       | 4,3     | 5          |
| 86  | Маврикій                            | …       | 1,2     | 1,9     | 1,9     | 3,9     | 3,9     | 4          |
| 87  | Киргизстан                          | …       | …       | …       | 2,6     | 2,6     | 3,9     | 7          |
| 88  | Словенія                            | …       | …       | …       | 0,0     | 3,2     | 3,2     | 12         |
| 89  | Аруба                               | …       | …       | 3,1     | 3,1     | 3,1     | 3,1     | 19         |
| 90  | Угорщина                            | …       | 64,4    | 9,3     | 3,1     | 3,1     | 3,1     | 0,3        |
| 91  | Боснія і Герцеговина                | …       | …       | …       | …       | 1,0     | 3,0     | 2          |
| 92  | Канада                              | 702,7   | 652,6   | 459,2   | 36,8    | 3,4     | 3,0     | 0,2        |
| 93  | Люксембург                          | 13,7    | 14,2    | 10,7    | 2,4     | 2,2     | 2,3     | 10         |
| 94  | Гонконг                             | …       | …       | 7,1     | 2,1     | 2,1     | 2,1     | 0,0        |
| 95  | Ісландія                            | 0,9     | 1,5     | 1,5     | 1,8     | 2,0     | 2,0     | 2          |
| 96  | Папуа Нова Гвінея                   | …       | 1,8     | 2,0     | 2,0     | 2,0     | 2,0     | 3          |
| 97  | Тринідад і Тобаго                   | …       | 1,7     | 1,7     | 1,9     | 1,9     | 1,9     | 1          |
| 98  | Гаїті                               | …       | …       | …       | …       | …       | 1,8     | 6          |
| 99  | Албанія                             | …       | …       | …       | 3,5     | 1,6     | 1,6     | 2          |
| 100 | Ємен                                | …       | …       | …       | …       | …       | 1,6     | 1          |
|     | Всього                              | 36606,7 | 35836,3 | 35582,1 | 33059,9 | 30534,5 | 32004,8 |            |
|     | Єврозона (з урахуванням золота ЄЦБ) | …       | …       | …       | 12426,9 | 10793,4 | 10784,2 | 56,9       |

У цей список не входить золотий запас Ірану, різні оцінки якого на 2012—2013 роки становили від 340 до більш ніж 900 тонн. При цьому Іран активно використовує золото для розрахунків у міжнародній торгівлі.

## Приватні резерви
Найбільші запаси золота знаходяться у приватному володінні. Так наприклад, на грудень 2011 року, громадяни Індії володіли 18000 тоннами золота, при тому, що державний золотий запас був у десятки разів менше.
Нижче наведена таблиця приватних золотих фондів, що ведуть торгівлю на біржах.
| Місце | Назва                           | Держава         | Вага (тонн) |
| ----- | ------------------------------- | --------------- | ----------- |
| 1     | SPDR Gold Shares                | США             | 1301,49     |
| 2     | ETF Securities Gold Funds       | Велика Британія | 0325,79     |
| 3     | ZKB Physical Gold               | Швейцарія       | 0230,92     |
| 4     | COMEX Gold Trust                | США             | 0194,68     |
| 5     | Julius Baer Physical Gold Fund  | Швейцарія       | 0108,71     |
| 6     | Sprott Physical Gold Trust      | Канада          | 050,29      |
| 7     | NewGold ETF                     | ПАР             | 042,45      |
| 8     | ETFS Physical Swiss Gold Shares | Швейцарія       | 034,44      |
|       | Всього                          |                 | 2288,76     |